# Дексетимид
Дексетимид (Dexetimidum). (+)-2-(1-Бензил-4-пиперидил)-2-фенилглутаримида гидрохлорид.
Синонимы: Тремблекс, Dexbenzetimide, Serenone, Tremblex.

## Общая информация
Обладает центральной холинолитической активностью, эффективен при экстрапирамидных расстройствах. Оказывает пролонгированное действие. Продолжительность действия после разовой внутримышечной дозы достигает 2—4 дней.
Применяют при паркинсонизме и особенно для предупреждения и лечения экстрапирамидных нарушений, вызванных нейролептическими препаратами.
Вводят внутримышечно взрослым одновременно с применением нейролептического препарата в дозе 0,125—0,375 мг (1—3 мл).

## Противопоказания
Побочные явления и противопоказания такие же, как у других холинолитических препаратов (см. Тригексифенидил). Следует осторожно оценивать целесообразность назначения препарата при беременности.

## Форма выпуска
В ампулах по 2 мл с содержанием в ампуле 0,25 мг препарата в упаковке по 3 ампулы.